# 암스베르크가

암스베르크가의 문장

암스베르크가(Amsberg)는 독일의 귀족 가문으로, 현재 네덜란드의 왕 빌럼알렉산더르가 자신의 불가지론자 머리를 가지고 있다. 대장장이의 증손자이자 제빵사의 손자인 교구 목사 아우구스트 암스베르크는 1795년 자신을 "폰 암스베르크"라고 부르기 시작했고, 이 이름을 사용할 수 있는 가족의 권리는 메클렌부르크슈베린 대공 프리드리히 프란치스코 3세에 의해 1891년에 확인되었다. 이 고귀한 입자 사용 허가에 의해, 가족은 사실상 메클렌부르크슈베린 대공국의 칭호가 없는 낮은 귀족의 일부가 되었다.
가족 구성원들은 네덜란드와 독일 북부에 살고 있다. 가장 눈에 띄는 구성원은 현재 네덜란드의 빌럼알렉산더르 왕의 가장(즉, 남성 혈통의 고위 후손)이다. 빌럼알렉산더르 왕, 그의 형제들, 그리고 형제들의 자녀들은 "욘키어 또는 욘크브라우 판 암스베르흐"라는 칭호를 가지고 있고 "판 오라녜나사우 판 암스베르흐"라는 성을 가지고 있다.